# 第167回国会
第167回国会（だい167かいこっかい）は、2007年（平成19年）8月7日に召集され、8月10日に閉会した臨時国会である。会期は4日間。先の第21回参議院議員通常選挙の結果を受け、召集日（2007年8月7日）冒頭に参議院の議長・副議長及び参議院議院運営委員長の選挙が行われ、他の常任委員長は次の国会までの暫定的なものとして選任された。
慣例に従って議長は院内第1党の民主党から江田五月、参議院議院運営委員長には西岡武夫が、副議長は院内第2党の自民党から山東昭子がそれぞれ選出された。
なお、国会法改正により、日本国憲法及び日本国憲法に密接に関連する基本法制について広範かつ総合的に調査を行い、憲法改正原案、日本国憲法に係る改正の発議又は国民投票に関する法律案等を審査する機関として今次国会から各議院に設置される憲法審査会は、野党側の要求により、委員の選任や国会法120条の2に基づく憲法審査会規程の議決が衆参両院ともなされなかったため、重要な法案の審議は行われず、本格的な始動は次回（第168回国会）以降に持ち越された。

## 各党・会派の議席数
- 衆院 - 自由民主党・無所属会306、民主党・無所属クラブ113、公明31、共産9、社民・市民連合7、国民新党・そうぞう・無所属の会6、無所属8、計480。
- 参院 - 自民84、民主・新緑風会112、公明20、共産7、社民・護憲連合5、国民新党4、無所属10、計242。

## 政府提案で継続審議となった法案
本会期中に提出された内閣提出法案はないが、先の会期までに提出された内閣提出法案で、継続審議となっている法案はすべて本会期においても継続審議となった。
- 犯罪の国際化及び組織化並びに情報処理の高度化に対処するための刑法等の一部を改正する法律案
- 労働契約法案
- 労働基準法の一部を改正する法律案
- 最低賃金法の一部を改正する法律案
- 社会福祉士及び介護福祉士法等の一部を改正する法律案
- 安全保障会議設置法等の一部を改正する法律案
- 放送法等の一部を改正する法律案
- 被用者年金制度の一元化等を図るための厚生年金保険法等の一部を改正する法律案
- 地方公務員法及び地方独立行政法人法の一部を改正する法律案

## 会期中に発議された議員提出法案
今期中に発議された衆議院議員提出法案はないが、第163回国会、第164回国会、第165回国会、第166回国会に提出され、第166回国会から継続審議となっている衆議院議員法案は、いずれも衆議院において引き続き閉会中審査となった。
参議院議員通常選挙のため、第166回国会では参議院において継続審議となっている法案はなく、次の第167回国会に提出された参議院議員提出法案は、いずれも廃案となった。
- 国民年金事業等の運営の改善のための国民年金法等の一部を改正する法律の一部を改正する法律案
- 郵政民営化法の一部を改正する法律案

## 開会中の出来事
- 8月7日 - 召集日。
- 同日-参議院本会議で、国会法7条に基づき、参議院事務総長川村良典の主宰のもと議長選挙及び副議長選挙が行われ、参議院議長に江田五月が、参議院副議長に山東昭子が選ばれた。はじめて民主党から議長が選ばれる。
- 同日-衆参両院の本会議で会期は8月10日までの4日間とすることが議決される。
- 8月8日 - 民主党の小沢一郎代表が、米国のジョン・トーマス・シーファー駐日大使と会談し、テロ対策特別措置法の延長に反対する意向を表明。
- 8月9日 - 給付以外に国民年金保険料の使用を禁止するための「国民年金事業等の運営の改善のための国民年金法等の一部を改正する法律の一部を改正する法律案」と郵政民営化の延期のための「郵政民営化法の一部を改正する法律案」がそれぞれ参議院先議で発議された。
- 8月10日 - 会期末。

## 常任委員長
| 委員長名           | 氏名       | 政党名     |
| ------------------ | ---------- | ---------- |
| 内閣委員長         | 河本三郎   | 自由民主党 |
| 総務委員長         | 佐藤勉     | 自由民主党 |
| 法務委員長         | 七条明     | 自由民主党 |
| 外務委員長         | 山口泰明   | 自由民主党 |
| 財務金融委員長     | 伊藤達也   | 自由民主党 |
| 文部科学委員長     | 桝屋敬悟   | 公明党     |
| 厚生労働委員長     | 櫻田義孝   | 自由民主党 |
| 農林水産委員長     | 西川公也   | 自由民主党 |
| 経済産業委員長     | 上田勇     | 公明党     |
| 国土交通委員長     | 塩谷立     | 自由民主党 |
| 環境委員長         | 西野あきら | 自由民主党 |
| 安全保障委員長     | 木村太郎   | 自由民主党 |
| 国家基本政策委員長 | 衛藤征士郎 | 自由民主党 |
| 予算委員長         | 金子一義   | 自由民主党 |
| 決算行政監視委員長 | 仙谷由人   | 民主党     |
| 議院運営委員長     | 逢沢一郎   | 自由民主党 |
| 懲罰委員長         | 横光克彦   | 民主党     |

| 委員長名           | 氏名       | 政党名     |
| ------------------ | ---------- | ---------- |
| 内閣委員長         | 藤原正司   | 民主党     |
| 総務委員長         | 山内俊夫   | 自由民主党 |
| 法務委員長         | 山下栄一   | 公明党     |
| 外交防衛委員長     | 小川敏夫   | 民主党     |
| 財政金融委員長     | 家西悟     | 民主党     |
| 文教科学委員長     | 市川一朗   | 自由民主党 |
| 厚生労働委員長     | 鶴保庸介   | 自由民主党 |
| 農林水産委員長     | 加治屋義人 | 自由民主党 |
| 経済産業委員長     | 伊達忠一   | 自由民主党 |
| 国土交通委員長     | 大江康弘   | 民主党     |
| 環境委員長         | 大石正光   | 民主党     |
| 国家基本政策委員長 | 前田武志   | 民主党     |
| 予算委員長         | 尾辻秀久   | 自由民主党 |
| 決算委員長         | 泉信也     | 自由民主党 |
| 行政監視委員長     | 郡司彰     | 民主党     |
| 議院運営委員長     | 西岡武夫   | 民主党     |
| 懲罰委員長         | 簗瀬進     | 民主党     |